# Krzyż Wojenny za Męstwo Wojskowe
Krzyż Wojenny za Męstwo Wojskowe (wł. Croce di guerra al valore militare) – odznaczenie wojskowe Królestwa Włoch oraz Republiki Włoskiej, nadawane wojskowym, bez względu na stopień i rodzaj broni, a także osobom cywilnym za czyny waleczności podczas wojny. 

## Historia
Krzyż został ustanowiony przez Wiktora Emanuela III królewskim dekretem nr 195 z 7 stycznia 1922, pod nazwą "Krzyża Wojennego Zasługi za Męstwo Wojskowe", jako oddzielna, wyższa kategoria Krzyża Zasługi Wojennej. Pomyślany jako nagroda za czyny waleczności niekwalifikujące się do odznaczenia brązowym Medalem za Męstwo Wojskowe. Krzyż mógł być nadany tej samej osobie wielokrotnie. Mógł być również nadany oddziałowi wojskowemu, miastu, prowincji, lub innej zbiorowości.

## Wygląd i sposób noszenia
Oznakę stanowi brązowy krzyż grecki, o awersie identycznym jak Krzyż Zasługi Wojennej. Na rewersie znajdował się napis: Al Valore Militare, zwieńczony monogramem Wiktora Emanuela III, oraz wizerunek rzymskiego miecza (gladio), owinięty gałązka laurową – na dolnym ramieniu krzyża.
Krzyż noszono początkowo na niebieskiej wstążce z dwoma białymi paskami, identycznej jak przy Krzyżu Zasługi Wojennej. Na wstążkę było nałożone brązowe okucie, w kształcie miecza z gałązka laurową. Takie samo okucie umieszczano na baretce.
16 października 1941 zmieniono nazwę odznaczenia na obecną, zaś od 10 maja 1943 krzyż jest noszony na jednolicie niebieskiej wstążce Medalu za Męstwo Wojskowe, bez okucia. W Republice Włoskiej zmieniono monogram królewski na litery RI (Repubblica Italiana).

## Odznaczeni
M.in.:
- Gen. broni Władysław Anders
- Gen. dyw. Zygmunt Bohusz-Szyszko
- Gen. dyw. Bolesław Bronisław Duch
- Gen. Douglas MacArthur
- Gen. bryg. Roman Odzierzyński